# Grzębski
Grzębski – polski herb hrabiowski, odmiana herbu Jastrzębiec nadany w zaborze austriackim.

## Opis herbu
Opis stworzony zgodnie z klasycznymi zasadami blazonowania:
W polu błękitnym podkowa złota z krzyżem kawalerskim srebrnym między ocelami. Nad tarczą korona hrabiowska. Nad nią hełm z klejnotem: jastrząb z podkową z krzyżem jak w tarczy, z dzwoneczkami na każdej nodze. Labry: błękitne, z prawej podbite srebrem, z lewej złotem. Trzymacze: dwaj rycerze w zbrojach srebrnych, z pióropuszami błękitnymi, pasami czerwonymi i mieczami o rękojeściach złotych w pochwach czarnych.

## Najwcześniejsze wzmianki
Nadany w Galicji z tytułem hrabiowskim oraz predykatem hoch- und wohlgeboren (wysoko urodzony i wielmożny) Stanisławowi von Kotlewo Grzębskiemu seu Grzembskiemu. Podstawą nadania były: udowodnione szlachectwo, patent z 1775, pełnione urzędy, tytuł radcy dworskiego oraz oddanie domowi cesarskiemu.

## Herbowni
Jedna rodzina herbownych:
graf von Kotlewo Grzębski seu Grzembski.